# Setesdal

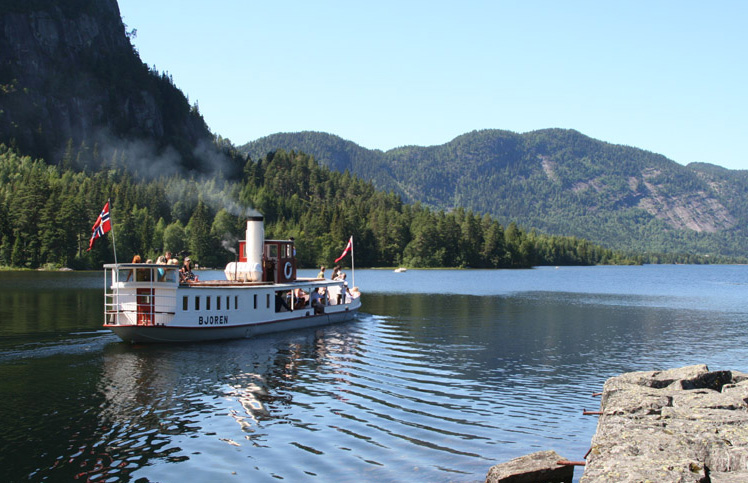
Setesdal (Byglandsfjord)

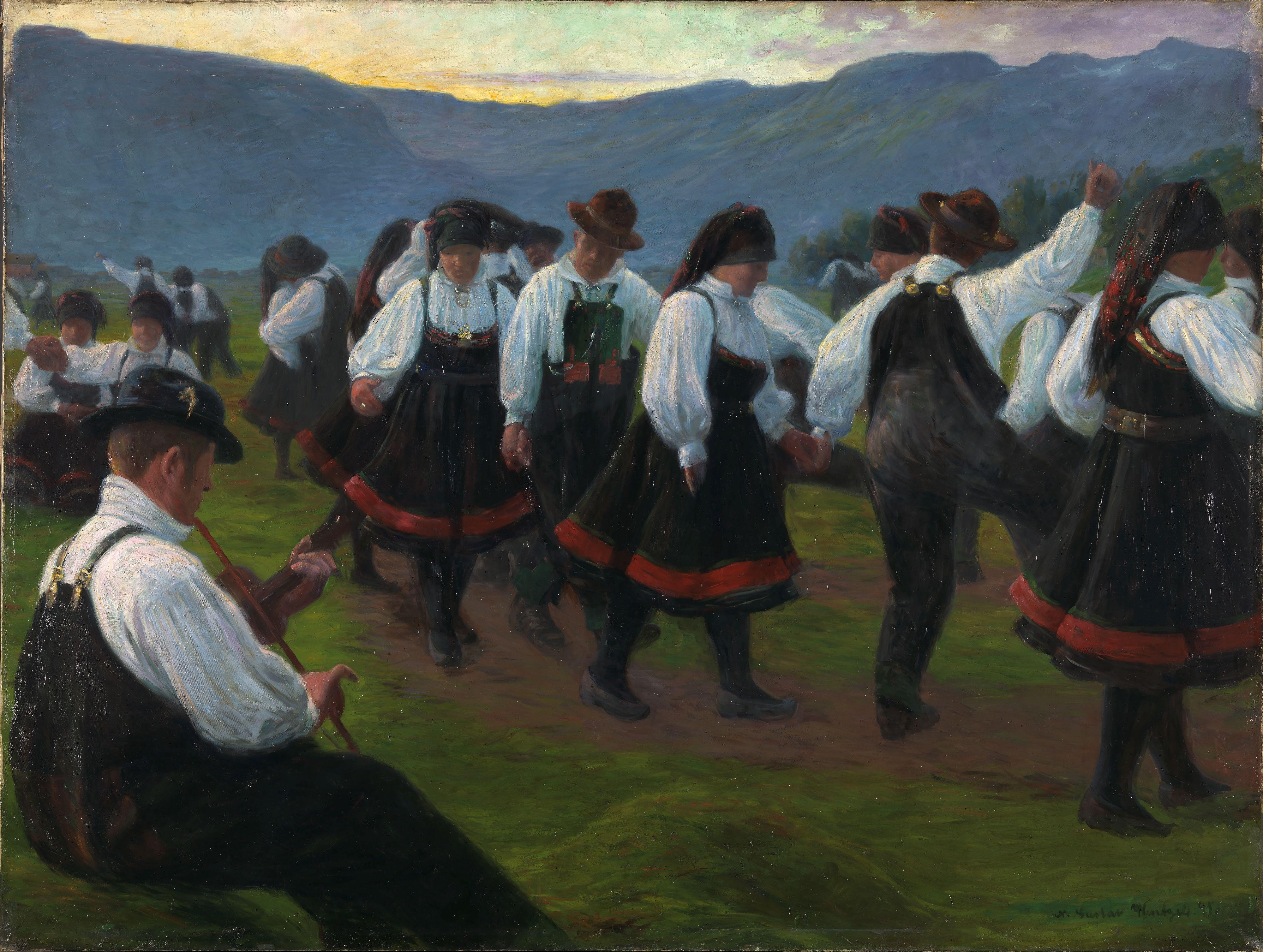
Gustav Wentzel: Tanz im Setesdal (1891, National Museum of Art, Architecture and Design)

Setesdal (auch: Setesdalen) ist der Name eines Tals in der norwegischen Provinz Agder. Durch das Tal fließt von Nord nach Süd der Fluss Otra. Der Riksvei 9 (Kristiansand-Haukeligrend) bildet die Hauptverkehrsstraße durch das Tal.
Der Name Setesdal wurde ursprünglich nur für die beiden nördlichsten Kommunen der Provinz (Bykle und Valle) gebraucht. Die südlicheren Teile wurden Otrudal genannt. Die Grenze verschob sich Richtung Süden zum Byglandsfjord. Man verwendete auch die Namen Øvre- und Nedre Setesdal (oberes und unteres Setesdal). Heute umfasst der Distrikt Setesdal die vier Kommunen Valle, Bykle, Bygland und Evje og Hornnes, mit 6.530 Einwohnern (1. April 2009) und 4.595 km². Das Zentrum der Region ist Evje.
Durch das Setesdal, entlang am Fluss Otra, führte die Strecke der inzwischen größtenteils stillgelegten oder umgespurten Setesdal-Bahn. Die 78 km lange schmalspurige Strecke führte von Kristiansand bis an den Byglandsfjord und wurde in zwei Abschnitten 1895 und 1896 in Betrieb genommen. Heute fährt eine Museumseisenbahn auf dem acht Kilometer langen Teilabschnitt zwischen den Stationen Grovane und Røyknes. Der Abschnitt von Kristiansand bis Grovane wurde 1938 umgespurt und in die Sørlandsbanen integriert, der Rest 1962 stillgelegt. Auf dem See Byglandsfjord verkehrt das historische Dampfschiff Bjoren.
Das Setesdal ist bekannt für seine Volksmusik. Typisch sind Paartänze, die von Hardangerfiedel und Maultrommel begleitet werden. Je nach dem Musikstück können sie getragen oder wild sein, in kreisförmiger Aufstellung werden auch die Tanzpartner gewechselt. Zur Unterhaltung zwischen den Musikstücken, oder wenn keine Musiker anwesend sind, werden fünfzeilige stev-Kehrreime vorgetragen. Ein Dialog zwischen zwei Sprechern wird dabei stevjing genannt. Diese Tradition wurde 2019 in die UNESCO-Liste des immateriellen Kulturerbes der Menschheit aufgenommen.